# Casa de veïns al carrer dels Àngels, 8 (Berga)
Casa de veïns al carrer dels Àngels, 8 és una obra de Berga inclosa a l'Inventari del Patrimoni Arquitectònic de Catalunya.

## Descripció
Habitatge entre mitgeres seguint la línia irregular del carrer. Està estructurat en planta baixa i tres pisos superiors. A la planta baixa hi ha un local d'ús comercial. El segon i tercer pisos estan avançats respecte dels inferiors, aquesta part es suporta sobre bigues de fusta. És una construcció senzilla, amb les obertures allindades, dues a cada pis, alineades amb les de la resta. Remata l'edifici un ràfec de fusta, avui força malmès. A l'últim pis hi ha un terrat.